# 제이 가너

제이 가너(Jay Montgomery Garner)( 1938년 4월 15일~ )는 미국의 군인, 정치인이다. 이라크 전쟁 종료후, 미군정 수반을 역임했다.